# مخصلة
مخصلة أو رتبة بوليكسينيدا ذوات الألف رجل (الاسم العلمي: Polyxenida)، هي رتبة دويبات من ألفية الأرجل. تضم ما لا يقل عن 86 نوعًا ضمن أربع فصائل تنتشر في جميع أنحاء العالم.